# Sjölera
Sjölera är en typ av lera som finns i kust- och sjönära områden runt om i världen. I de norra, nyligen (i geologisk tidmätning) avisade områdena kan den förekomma som kvicklera, som är ökänd för att vara bidragande faktor till jordskred.
Lerpartiklar kan flockas ihop i olika konfigurationer, var och en med helt olika egenskaper.
När lera avlagras i havet påverkarhavsvattnets överskottsjoner bildandet av en löst sammanhållen struktur hos lerpartiklarna. Denna process kallas flockning. När leran hamnar ovanför vattenytan på grund av skiftande vattennivåer blir lerans lösa struktur lätt infiltrerad av vatten. Byggnation på sjölera blir alltså en geoteknisk utmaning.
Ett lerlager avlagrat ovanpå ett torvlager är ett tecken på att kustlinen förflyttats i sidled och en allmän höjning av vattenståndet.
Vattenmättnad i sjölera medför risken att förstöra byggnaders grunder på bara några år. De geotekniska problem som sjölera medför kan dock mildras med diverse markförbättringstekniker. Sjölera kan förtätas genom att blanda den med cement eller andra bindmedel i rätt proportioner. Sjölera kan stabiliseras med avfall från t.ex. porslinstillverkning eller träflis från timmerindustrin.